# Hans Schlegel
Hans Wilhelm Schlegel (Überlingen, 3 augustus 1951) is een Duits ruimtevaarder van de ESA. Schlegel zijn eerste ruimtevlucht was STS-55 met de spaceshuttle Columbia en vond plaats op 26 april 1993. Tijdens de missie werd onderzoek gedaan in de Spacelab module.
In totaal heeft Schlegel twee ruimtevluchten op zijn naam staan, waaronder een missie naar het Internationaal ruimtestation ISS. Tijdens zijn missies maakte hij één ruimtewandeling. Sinds 1998 is hij lid van het Europees astronautenkorps. 